# 208 Лакрімоза
208 Лакрімоза (208 Lacrimosa) — астероїд головного поясу, відкритий 21 жовтня 1879 року Йоганном Палізою у Пулі.